# 滋賀県道537号山名坂線
滋賀県道537号山名坂線（しがけんどう537ごう やまなさかせん）は、滋賀県甲賀市を通る一般県道である。

## 概要
甲賀市水口町山から甲賀市水口町名坂に至る。
旧笹が丘ゴルフクラブの跡地に近江水口第2テクノパークを造成中。

### 路線データ
- 起点：甲賀市水口町山（山交差点、滋賀県道179号山松尾線交点）
- 終点：甲賀市水口町名坂（西名坂交差点、国道1号交点）
- 総延長：2.1 km

## 地理

### 通過する自治体
- 甲賀市

### 交差する道路
| 交差する道路          | 交差する場所 | 交差する場所        |
| --------------------- | ------------ | ------------------- |
| 滋賀県道179号山松尾線 | 水口町山     | 山交差点 / 起点     |
| 国道1号               | 水口町名坂   | 西名坂交差点 / 終点 |

### 沿線
- 正念寺
- 日立建機ティエラ
- 近畿労働金庫 水口支店
- 日本電気（NEC）水口工場